# Músculo pronador cuadrado
El pronador cuadrado es un músculo ubicado en la región de la muñeca. Está bastante alejado del punto de apoyo, lo que hace que con una leve contracción produzca la pronación.
Se origina en la cara anterior del cuarto inferior de la Ulna y se inserta en el cuarto distal de la superficie anterior del radio.
Este músculo es el pronador principal del antebrazo, independientemente del ángulo de la articulación del codo. Su tono supera al del bíceps y por eso es que en reposo los codos se disponen en pronación.
Está inervado por el nervio interóseo, rama del mediano. (proveniente del plexo braquial) 
- Datos: Q840572
- Multimedia: Pronator quadratus muscles / Q840572